# موزه باشگاه ورزشی گالاتاسارای
موزه باشگاه ورزشی گالاتاسارای (ترکی استانبولی: Galatasaray Müzesi) یک موزه ورزشی در ترکیه است. این موزه در استانبول است و در تاریخ اول اکتبر ۱۹۰۵، توسط بنیان‌گذار این باشگاه، علی سامی ین، در محله کالامیس افتتاح شده‌است. این موزه متعلق به باشگاه ورزشی گالاتاسارای است و در مقر آن قرار دارد. این باشگاه که بهترین نتایج را در میان باشگاه‌های ترک از آن خود کرده، دارای ۳۸۰ هزار هوادار در سطح دنیا است.

## جام‌ها و مدال‌ها
مدال‌ها و جام‌های بدست آمده توسط باشگاه ورزشی گالاتاسارای و همچنین عکس‌ها و گواهینامه‌ها و پیراهن‌ها و علائم باشگاه در این موزه به نمایش گذاشته شده‌است.
در پایان جنگ جهانی اول، به دنبال شایعه‌ای مبنی بر احتمال ضبط تمامی اقلام داخل موزه، علی سامی ین در جلسه اضطرای ۱۵ می ۱۹۱۹ تصمیم به انتقال این موزه به محلی امن‌تر در دبیرستان گالاتاسارای گرفت.
این موزه اولین موزه ورزشی ترکیه و یکی از اولین نمونه‌های از این دست در جهان است. علی اورالوُکلو در حال حاضر سرپرستی آن را به عهده دارد.
در این موزه می‌توان شمشیرها و تفنگهایی حدود ۲۰۰ شاگرد دبیرستان گالاتاسارای که داوطلبانه در جنگ جهانی اول شرکت کردند را دید.
بایگانی‌ها، عکس‌های باشگاه با قدمت بیش از یک قرن، عکسهای اشیایی متعلق به آتاترک یا اقلامی با امضاء رؤسا کشور ترکیه و سایر کشورهای خارجی نیز در آن دیده می‌شود.
برجسته‌ترین جام‌هایی که در این موزه به نمایش گذاشته شدند، جام یوفا و سوپر جام اروپا است که هر دو در سال ۲۰۰۰ توسط این باشگاه بدست آمده‌اند. این باشگاه تنها باشگاه ترکی است که تاکنون موفق به کسب این دو جام شده‌است. در حال حاضر حدود ۲۰۰۰ جام و ۱۵ اشیای دیگر در این موزه به چشم می‌خورد. این موزه دومین موزه ترکیه بعد از موزه فنرباغچه است که این تعداد جام در آن به نمایش گذاشته شده‌است.
در حال حاضر طرحی در دست اجرا است، برای انتقال این موزه به استادیوم ترک تلکوم برای تبدیل آن به یکی از جذاب‌ترین موزه‌های ورزشی جهان.

## تصاویر

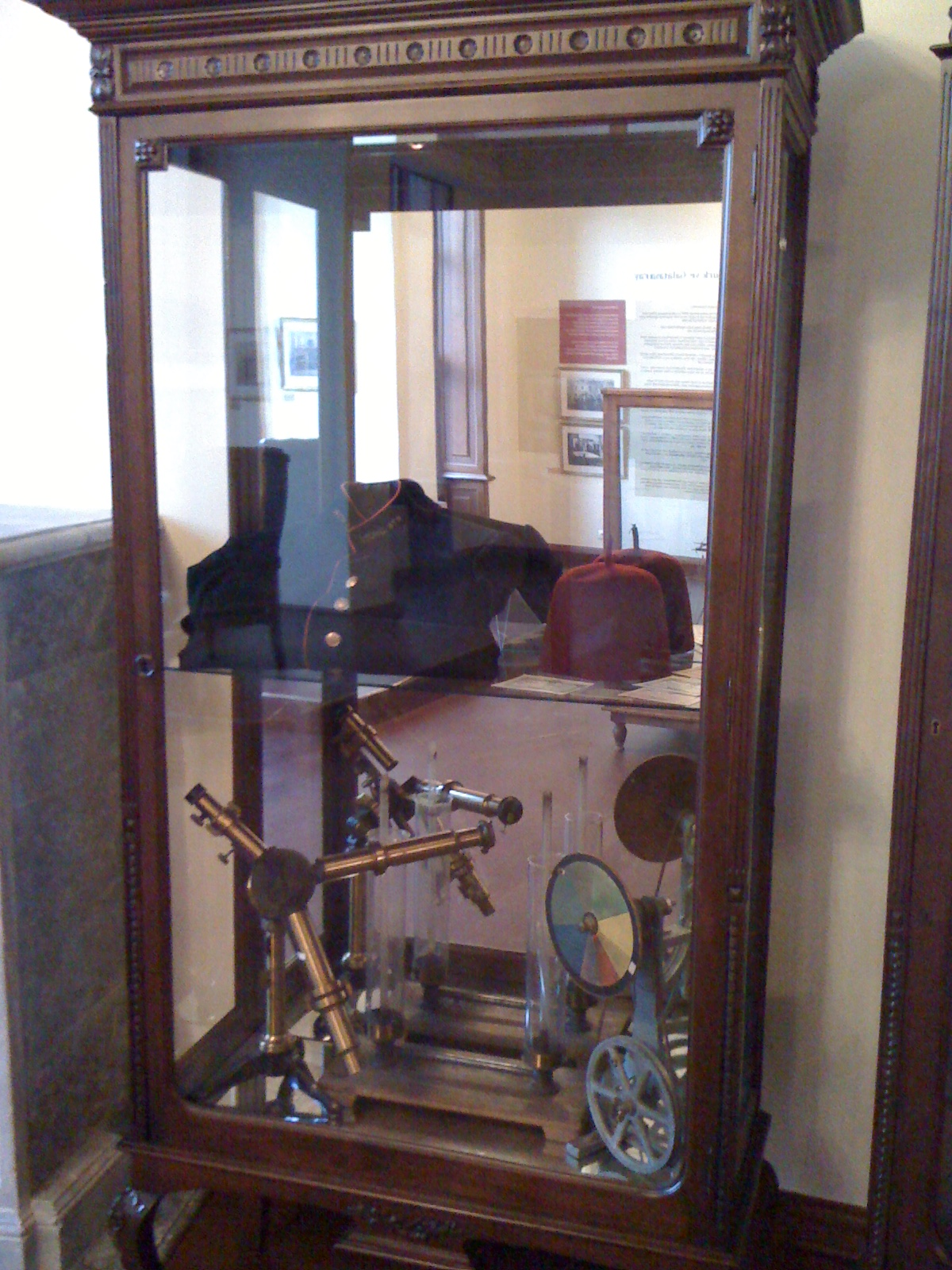
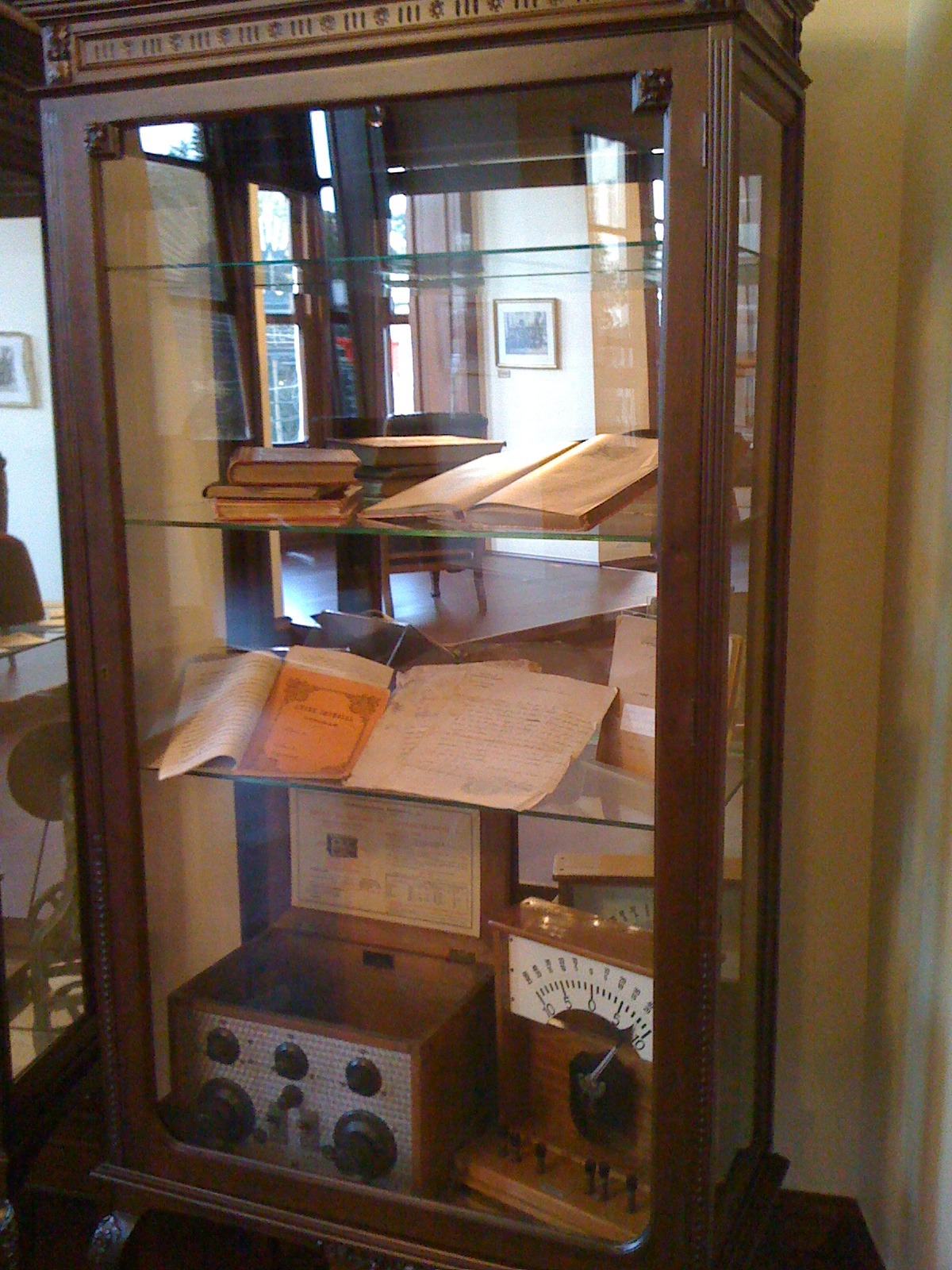
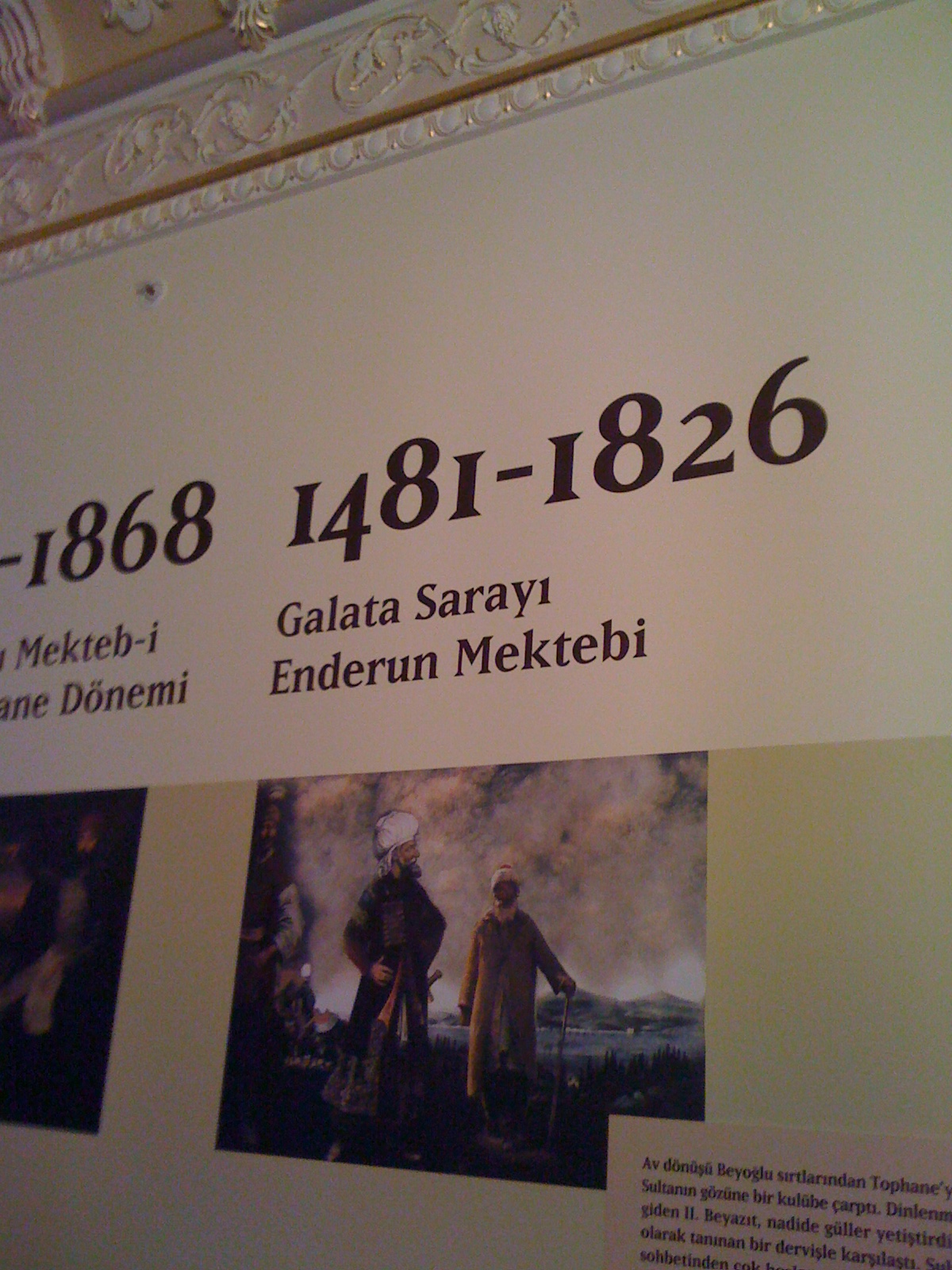
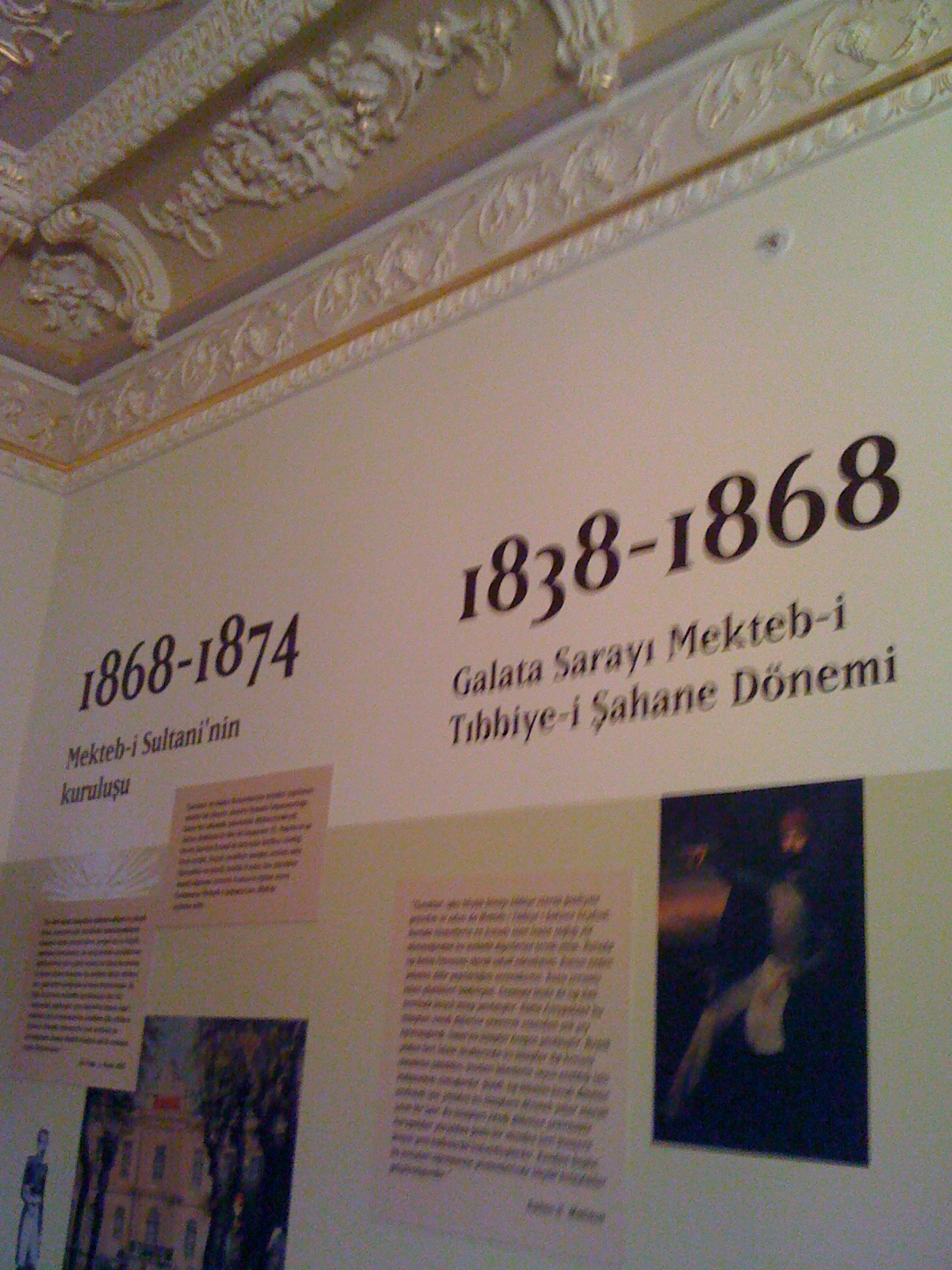
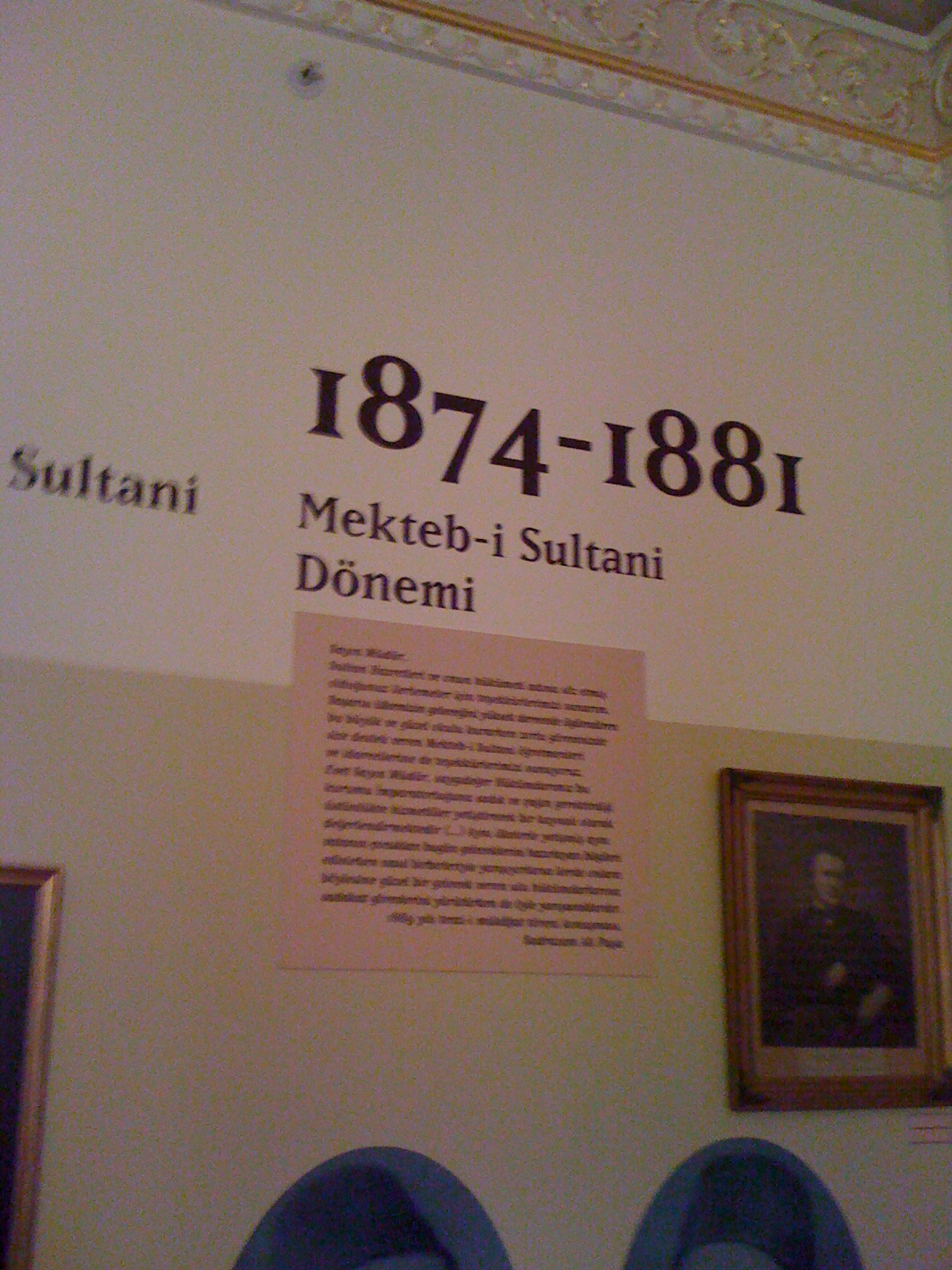
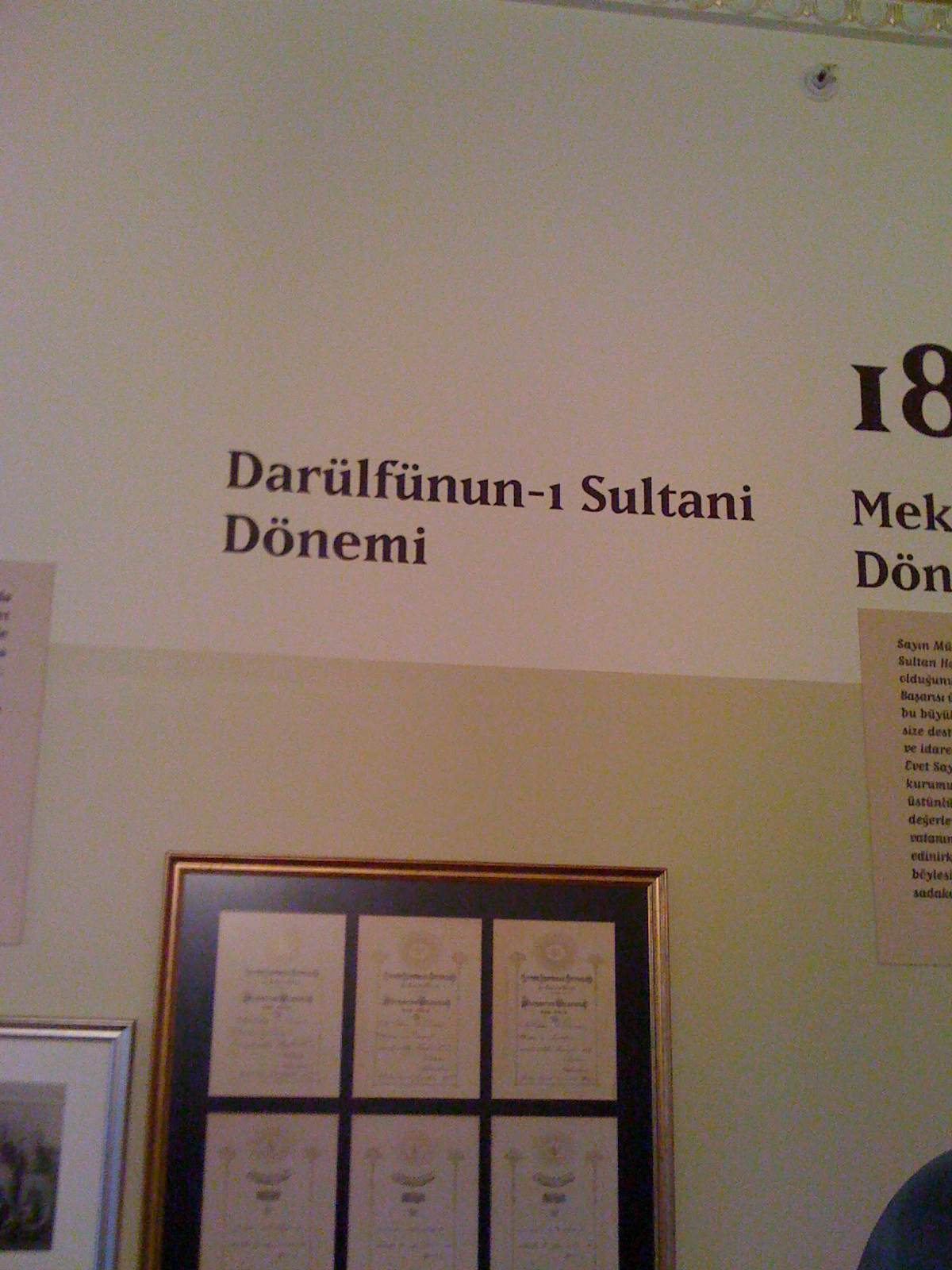
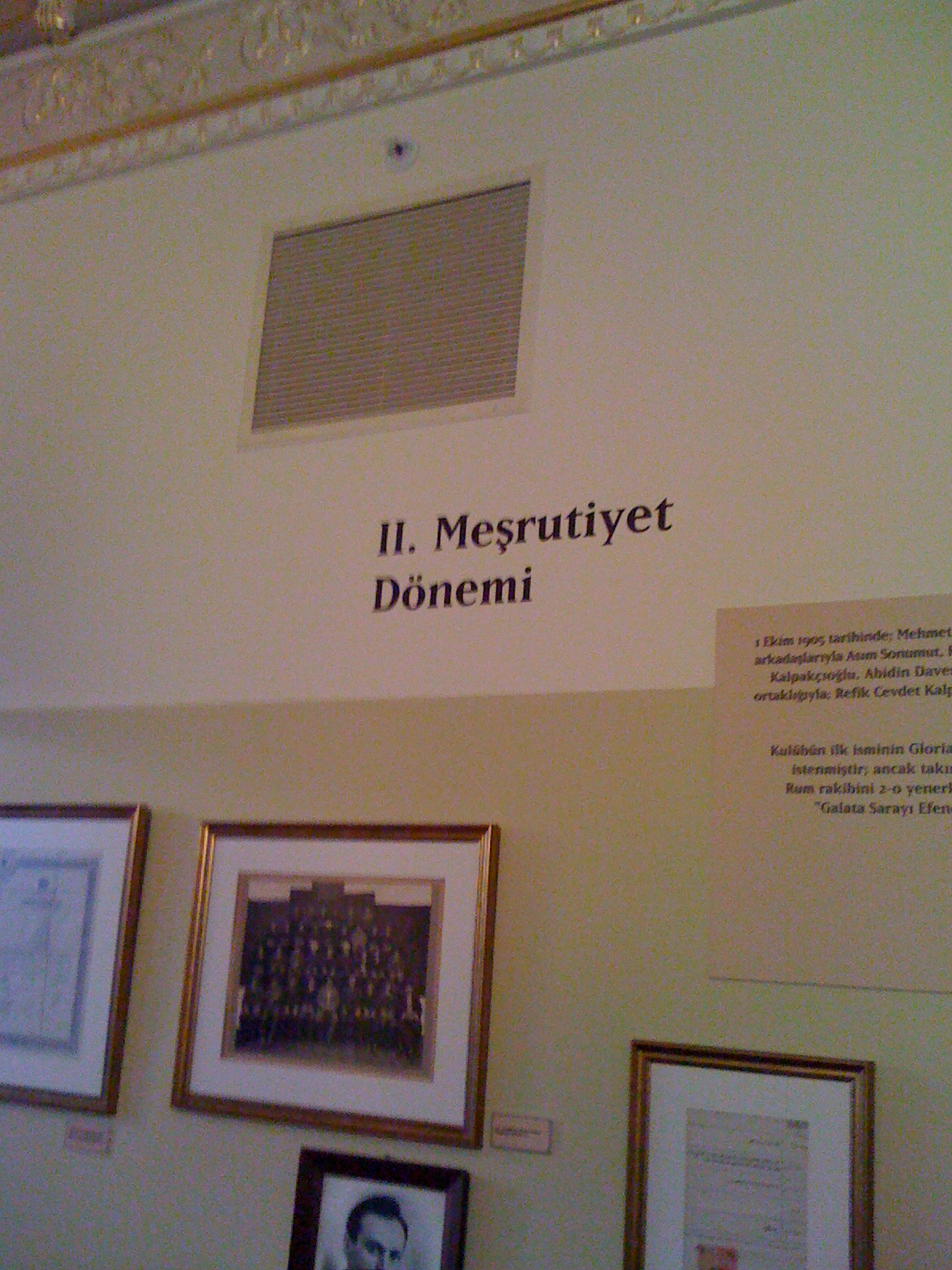

طبقه اول این موزه به دانشگاه و دبیرستان گالاتاسارای اختصاص داده شده‌است.

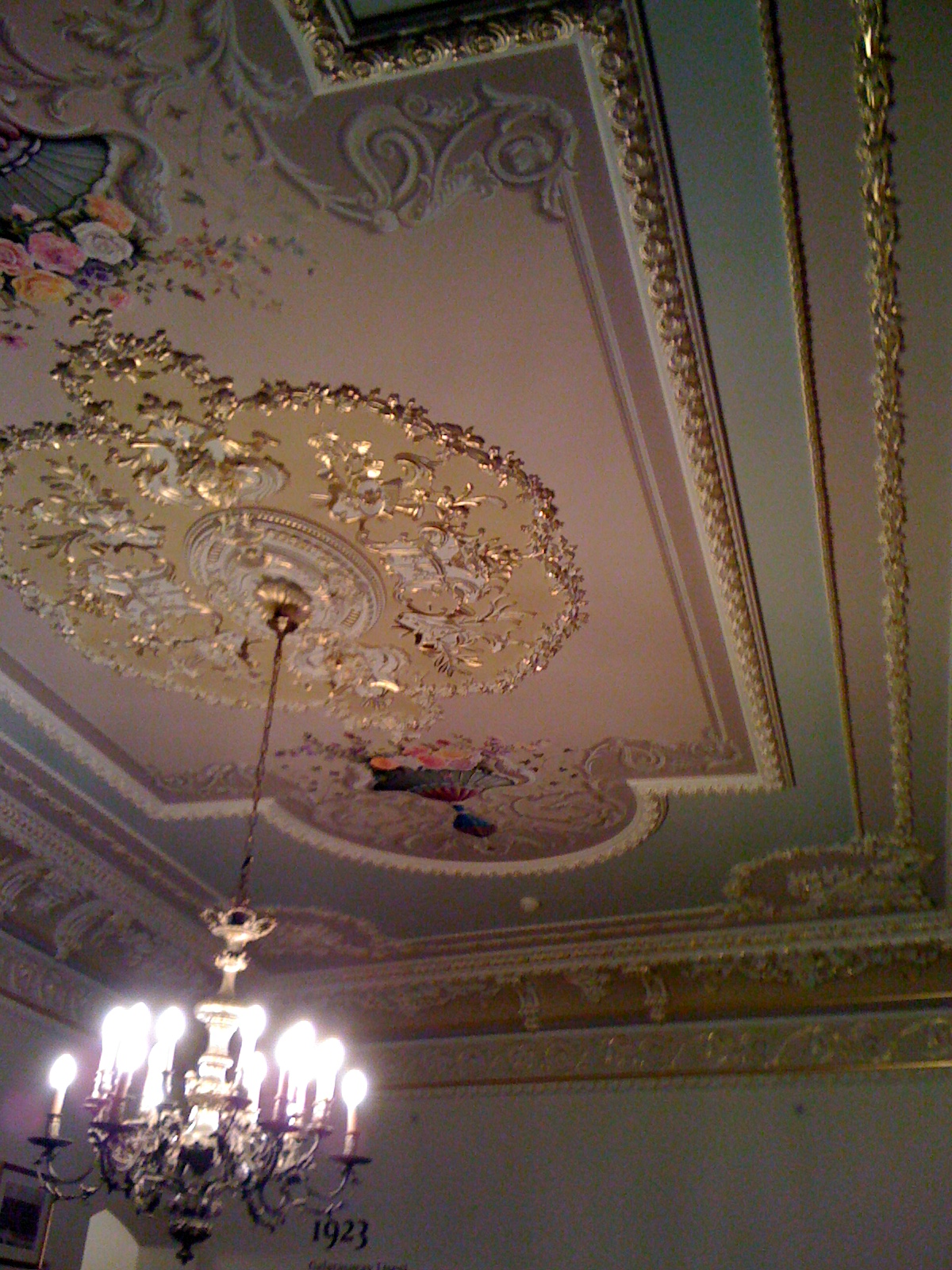
سقف موزه
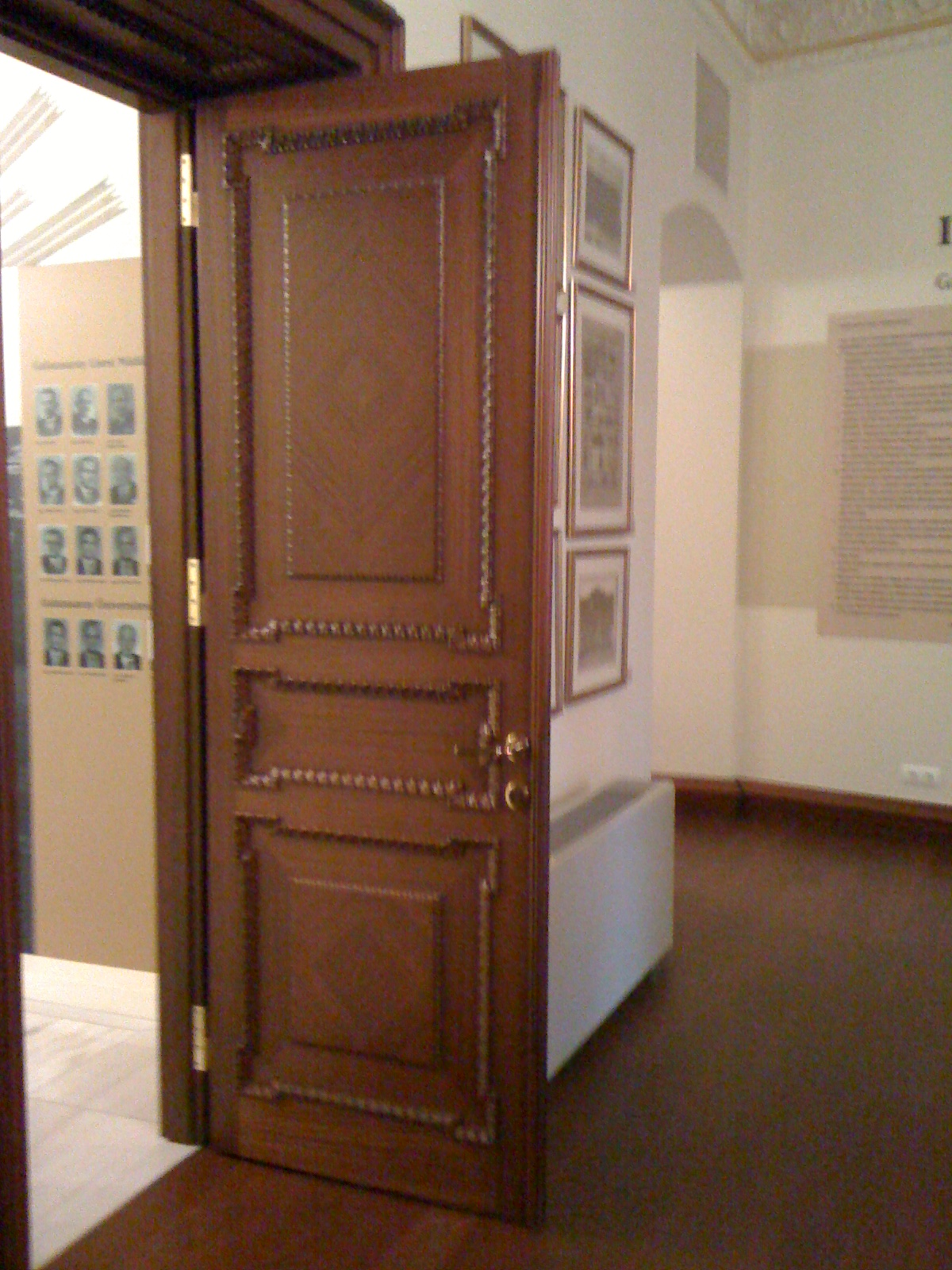
در موزه

طبقه دوم این موزه به موزه باشگاه ورزشی گالاتاسارای اختصاص دارد.